# Arbeitsgericht Altona
Das Arbeitsgericht Altona war ein deutsches Gericht der Arbeitsgerichtsbarkeit mit Sitz in Altona.

## Geschichte
Gemäß Arbeitsgerichtsgesetz vom 23. Dezember 1926 wurden in Deutschland Arbeitsgerichte gebildet. Diese waren nur in der ersten Instanz organisatorisch selbstständige Gerichte, die Landesarbeitsgerichte waren den Landgerichten zugeordnet. Am Landgericht Altona entstand so 1927 das Landesarbeitsgericht Altona als eines von drei Landesarbeitsgerichten im Bezirk des Oberlandesgerichts Kiel. In Altona entstand das Arbeitsgericht Altona. Sein Sprengel umfasste die Bezirke der Amtsgerichte Altona und Blankenese. Es bestand jeweils eine Kammer für Arbeiter, für Angestellte und für Handwerk sowie eine Kammer für die Mitarbeiter der Reichsbahndirektion Altona.
Mit der Verordnung über Änderungen in der Gliederung von Arbeitsgerichtsbehörden vom 28. Dezember 1936 wurde das Arbeitsgericht Pinneberg zum 1. Februar 1937 aufgehoben und sein Sprengel dem Arbeitsgericht Altona zugeordnet.
Als Altona durch das Groß-Hamburg-Gesetz von 1937 nach Hamburg eingemeindet wurde, wurde das Arbeitsgericht Altona zum 31. März 1937 aufgehoben und der Sprengel dem Arbeitsgericht Hamburg zugeordnet.